# 西岡文彦
西岡 文彦（にしおか ふみひこ、1952年 - ）は、日本の版画家、多摩美術大学教授。

## 人物・来歴
山口県生まれ。1971年神奈川県立川崎高等学校卒業。版画家森義利に師事。1977年、日本版画協会展新人賞。1978年、国展新人賞受賞。雑誌「遊」（工作舎）の装画を機に、出版分野でも活動。著書も多い。1996年、多摩美術大学講師。2003年造形表現学部デザイン学科助教授、2007年准教授、2009年教授。

## 著書
- 『図解発想法 知的ダイアグラムの技術』JICC出版局 1984、洋泉社 1995
- 『「やりがい」の構造 自分的価値の発見術・実現術』JICC出版局 1987
- 『ジャパネスクの見方』作品社 1989
- 『編集的発想  <知とイメージ>をレイアウトする』JICC出版局 1991
- 『広告の道具箱 レンブラント光線から劇画的プレゼンテーションまで』電通 1992
- 『二時間のモナ・リザ 謎の名画に全絵画史を読む』河出書房新社 1994 「謎解きモナ・リザ 見方の極意名画の理由」河出文庫 2016.3
- 『二時間のゴッホ 名画がわかる、天才が見える』河出書房新社 1995  「謎解きゴッホ 見方の極意魂のタッチ」河出文庫 2016.9
- 『マルチメディア美術館 ハイビジョンCGが探る名画の秘密』NTT出版 1995
- 『二時間の印象派 全ガイド 味わい方と読み方』河出書房新社 1996  「謎解き印象派 見方の極意 光と色彩の秘密」河出文庫 2016.6
- 『私だけがいえる簡単すぎる名画鑑賞術』講談社 1998
- 『名画でみる聖書の世界 新約編』講談社 2000
- 『五感で恋する名画鑑賞術』講談社 2003  「五感でわかる名画鑑賞術」ちくま文庫 2012.6
- 『モナ・リザの罠』講談社現代新書　2006  「モナ・リザはなぜ名画なのか?」ちくま文庫 2013.5
- 『絶頂美術館 名画に描かれた愛と情熱のクライマックス』マガジンハウス 2008
- 『恋愛美術館』朝日出版社 2011 「恋愛偏愛美術館」新潮文庫 2015.9
- 『ピカソは本当に偉いのか？』新潮新書、2012
- 『名画の暗号』KADOKAWA 2015.2
- 『語りたくなるフェルメール 教養としての名画鑑賞』KADOKAWA 2018.12
- 『ビジネス戦略から読む美術史』新潮新書 2021.6
- 『柳宗悦の視線革命　もう一つの日本近代美術史と民芸の創造』東京大学出版会 2023.12

共編著
- 『イメージ生産の技術 自信を持ちたいあなたのための 別冊宝島』JICC出版局 1985
- 『編集の学校 別冊宝島』JICC出版局 1991
- 『絵画の読み方 感動を約束する、まったく新しい知的アプローチ! 図説・詳解 別冊宝島』JICC出版局 1992、宝島社ムック 2018
- 『美術館ものがたり その歴史とドラマ』福のり子共著 淡交社 1997
- 『図説名画の歴史 鑑賞と理解完全ガイド』河出書房新社「ふくろうの本」2001
- 『感動を約束する! 名画の読み方』編著 (TJ MOOK) 宝島社 2018.6